# Crash (série télévisée)
Pour les articles homonymes, voir Crash.
Ne doit pas être confondu avec au film de 2004 ou au film de 1996.
Crash est une série télévisée américaine en 26 épisodes de 43 minutes, créée par Glen Mazzara et diffusée entre le 17 octobre 2008 et le 18 décembre 2009 sur Starz.
En France, elle a été diffusée à partir du 2 juin 2009 sur Orange Cinemax. Elle reste inédite dans les autres pays francophones.

## Distribution
- Dennis Hopper (VF : Patrick Floersheim) : Ben Cendars
- Arlene Tur (VF : Julie Dumas) : Bebe Arcel
- Ross McCall (VF : Boris Rehlinger) : Kenny Battaglia
- Jocko Sims (VF : Daniel Lobé) : Anthony Adams
- Moran Atias (VF : Marie Zidi) : Inez
- Clare Carey (VF : Juliette Degenne) : Christine Emory
- D. B. Sweeney (VF : Pascal Germain) : Peter Emory
- Brian Tee (VF : Stéphane Marais) : Eddie Choi
- Luis Chavez (VF : Paolo Domingo) : Cesar Uman
- Tom Wright (en) (VF : Jean-Paul Pitolin) : Roger Paul
- Nick Tarabay (VF : Philippe Bozo) : Alex Finet
- Tom Sizemore (VF : Patrick Guillemin) : Adrian Cooper
- Heather Mazur (VF : Laurence Bréheret) : Amy Battaglia
- Dana Ashbrook (VF : Constantin Pappas) : Jimmy (saison 2)
- Eric Roberts (VF : Hervé Jolly) : Seth Blanchard (saison 2)
- Jake McLaughlin : Bo Olinville (saison 2)
- Julie Warner (VF : Blanche Ravalec) : Andrea Schillo (saison 2)
- Keith Carradine : Owen (saison 2)
- Linda Park (VF : Hélène Bizot) : Maggie Cheon (saison 2)
- Tess Harper : Wendy Olinville (saison 2)

 Source et légende : version française (VF) sur RS Doublage

## Production
Fin janvier 2008, Starz commande la série. La distribution principale est annoncée en juin,.
Le 24 février 2009, Starz renouvelle la série pour une deuxième saison. La production débute en juin avec l'ajout de nouveaux rôles,,.
La série est annulée en février 2010.

## Épisodes

### Première saison (2008-2009)
1. Crash
2. The Doctor Is In
3. Panic
4. Railroaded
5. Your Ass Belongs to the Gypsies
6. Clusterf**k
7. Los Muertos
8. Three Men and a Bebe
9. Pissing in the Sandbox
10. The Future Is Free
11. TF-36, Sprint Left, T-4
12. Ring Dings
13. The Pain Won't Stop

### Deuxième saison (2009)
1. You Set the Scene
2. Always See Your Face
3. The World's a Mess/It's in My Kiss
4. Can't Explain
5. You, I'll Be Following
6. No Matter What You Do
7. Johnny Hit and Run Pauline
8. Lovers in Captivity
9. Endangered Species
10. Master of Puppets
11. Calm Like a Bomb
12. Alone Again Or…
13. Los Angeles